# Robănești
Robănești est une commune roumaine située dans le județ de Dolj.